# Зинченко, Николай Георгиевич
Николай Георгиевич Зинченко — советский военный инженер, участник испытаний новых миномётов и зенитных установок, лауреат Сталинской премии.
Родился 30.07.1909 в г. Николаевск (ныне Пугачёв) Саратовской губернии.
С 01.11.1931 года на военной службе в артиллерийском научно-исследовательском опытном полигоне РККА и Главном артиллерийском полигоне Главного артиллерийского управления Красной Армии (Оренбургская ж/д, ст. Донгузская, Южно-Уральский военный округ — Донгузский полигон). Инженер-полковник.
Лауреат Сталинской премии 1950 года (в составе коллектива) — за создание установки для исследования по баллистике.
Награждён орденами Красной Звезды (05.11.1946), Красного Знамени (19.11.1951), медалями «За боевые заслуги» (03.11.1944), «За победу над Германией в Великой Отечественной войне 1941—1945 гг.» (09.05.1945).